# Solești
Solești est une commune roumaine située dans le județ de Vaslui.